# جوناثان دي ليون
جوناثان دي ليون (بالإسبانية: Jonathan de León)‏ هو لاعب كرة قدم مكسيكي، ولد في 22 يونيو 1987 في مونتيري في المكسيك. لعب مع تايجرز أونال.

## وصلات خارجية
- جوناثان دي ليون على موقع قاعدة بيانات كرة القدم.إي يو (الإنجليزية)
- جوناثان دي ليون على موقع Soccerway.com (الإنجليزية)